# Demospongiae
Las demosponjas (Demospongiae) son una clase del  filo Porifera. Su esqueleto está compuesto por espículas de sílice y fibras de la proteína espongina; algunos  órdenes de demosponjas han perdido sus espículas. La clase contiene el 90 % de todas las especies de esponjas y la mayoría presentan el grado estructural leuconoide. 
La mayoría de esponjas marinas y casi todas las dulceacuícolas pertenecen a esta clase, incluyendo a casi todas las esponjas de arrecife de gran tamaño. Ocupan nichos en todas las profundidades marinas, algunas de ellas son muy coloridas, presentan gran variedad de formas, hábitos de vida, reproducción y mecanismos de defensa. La industria farmacéutica las considera una fuente potencial para la exploración de nuevos principios activos para medicamentos.

## Recambio celular y Regeneración
En Demospongiae, los coanocitos juegan un papel importante en los procesos regenerativos.
Los coanocitos de Haliclona caerulea proliferan rápidamente, con una duración del ciclo celular de solo 5 horas, una de las más rápidas descritas hasta la fecha en cualquier animal multicelular in vivo.

## Clasificación
Morrow y Cárdenas (2015) dan la siguiente clasificación de las demosponjas en subclases y  órdenes:
- Subclase Heteroscleromorpha Cárdenas, Pérez, Boury-Esnault, 2012
  - orden Agelasida Verrill, 1907
  - orden Axinellida Lévi, 1953
  - orden Biemnida Morrow et al., 2013
  - orden Bubarida Morrow & Cárdenas, 2015
  - orden Clionaida Morrow & Cárdenas, 2015
  - orden Desmacellida Morrow & Cárdenas, 2015
  - orden Haplosclerida Topsent, 1928
    - Haliclona caerulea

  - orden Merliida Vacelet, 1979
  - orden Poecilosclerida Topsent, 1928
  - orden Polymastiida Morrow & Cárdenas, 2015
  - orden Scopalinida Morrow & Cárdenas, 2015
  - orden Sphaerocladina Schrammen, 1924
  - orden Spongillida Manconi & Pronzato, 2002
  - orden Suberitida Chombard & Boury-Esnault, 1999
  - orden Tethyida Morrow & Cárdenas, 2015
  - orden Tetractinellida Marshall, 1876
  - orden Trachycladida Morrow & Cárdenas, 2015
- Subclase Verongimorpha Erpenbeck et al., 2012
  - orden Chondrillida Redmond et al., 2013
  - orden Chondrosiida Boury-Esnault & Lopès, 1985
  - orden Verongiida Bergquist, 1978
- Subclase Keratosa Grant, 1861
  - orden Dendroceratida Minchin, 1900
  - orden Dictyoceratida Minchin, 1900
- Demospongiae incertae sedis
  - género Myceliospongia Vacelet & Pérez, 1998

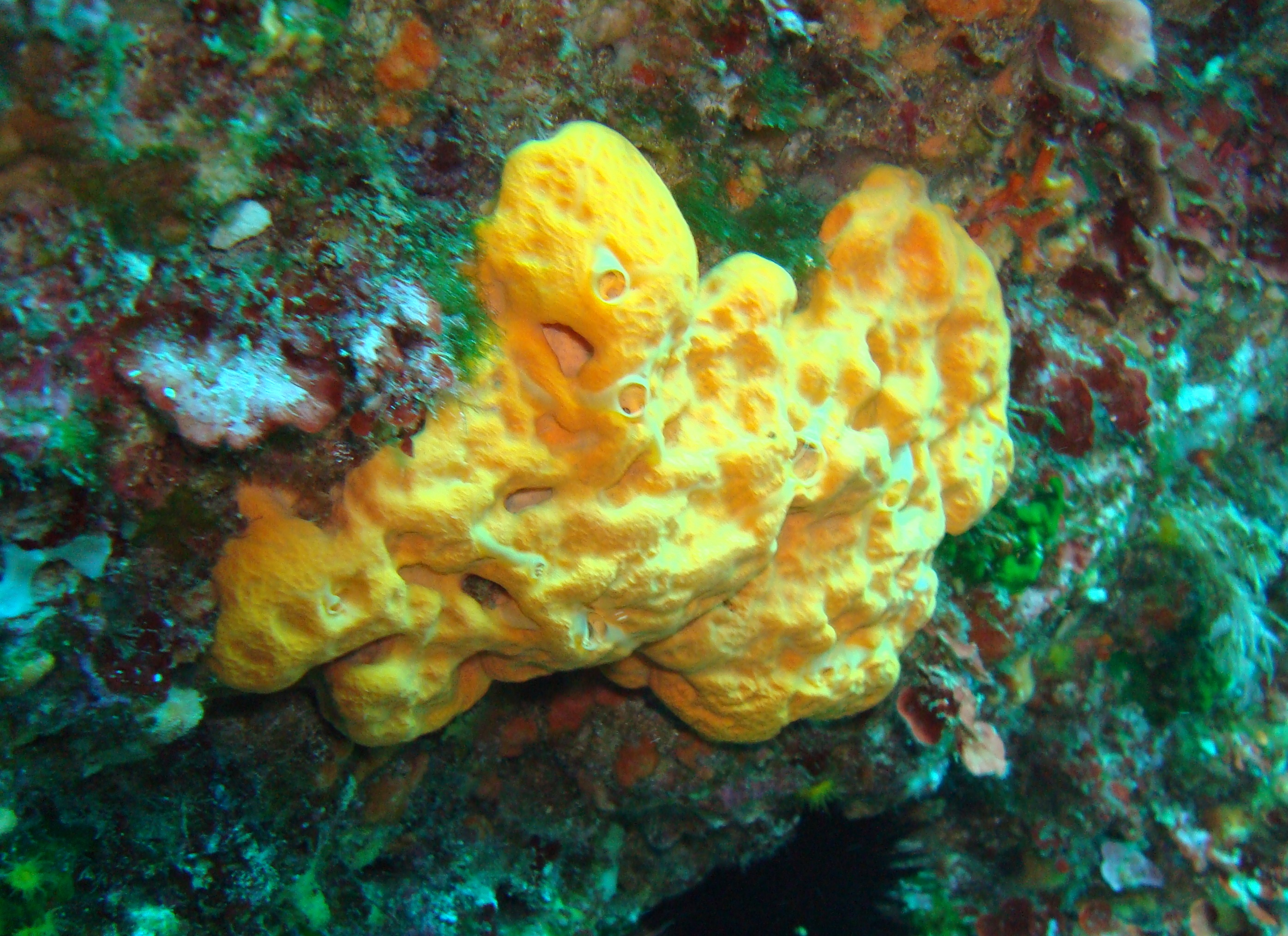
Agelas oroides (Agelasida)
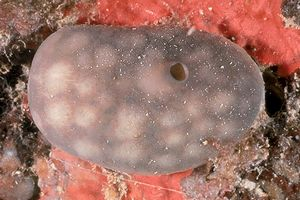
Chondrosia reniformis (Chondrosida)
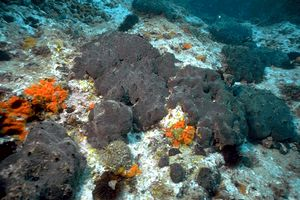
Spongia officinalis (Dictyoceratida)
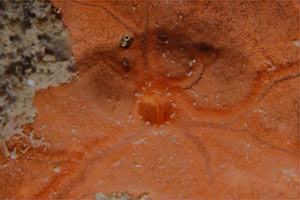
Spirastrella cunctatrix (Hadromerida)
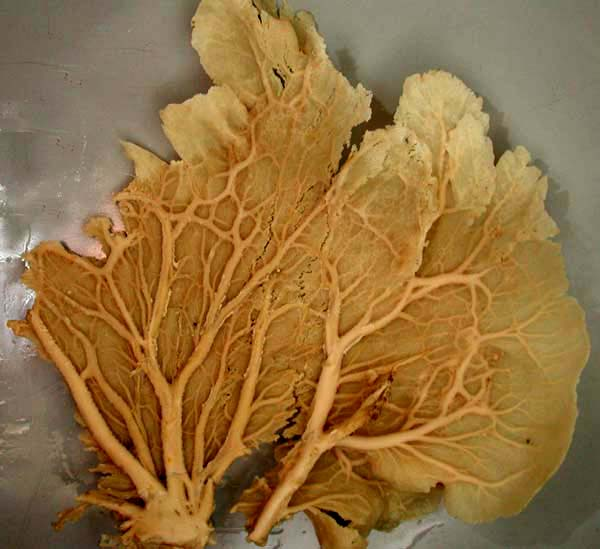
Phakellia sp. (Halichondrida)
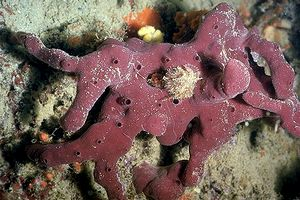
Petrosia ficiformis (Haplosclerida)
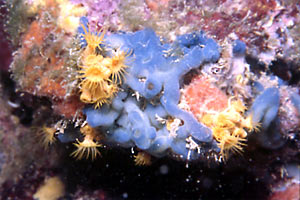
Oscarella lobularis (Homosclerophorida)
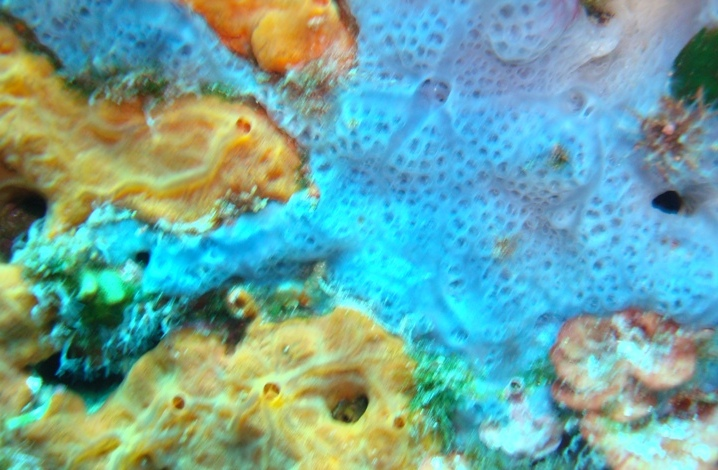
Phorbas tenacior (Poecilosclerida)
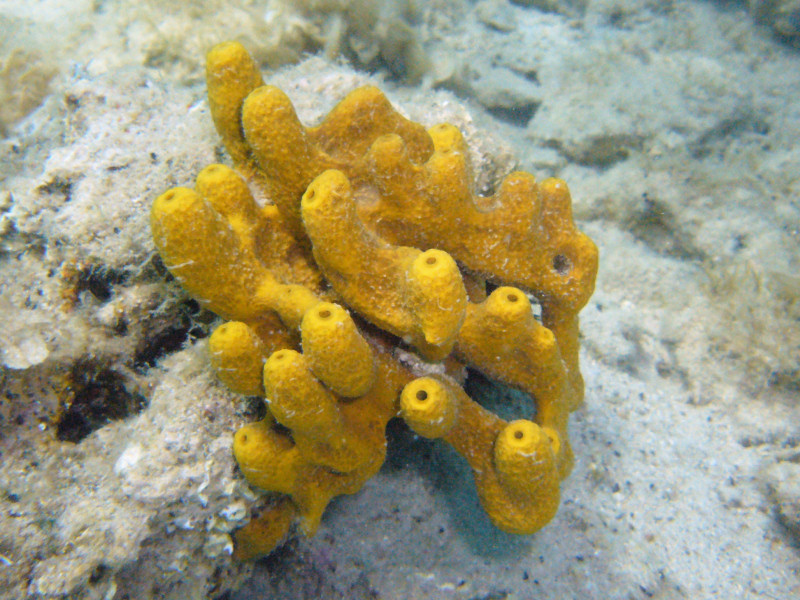
Aplysina aerophoba (Verongida)
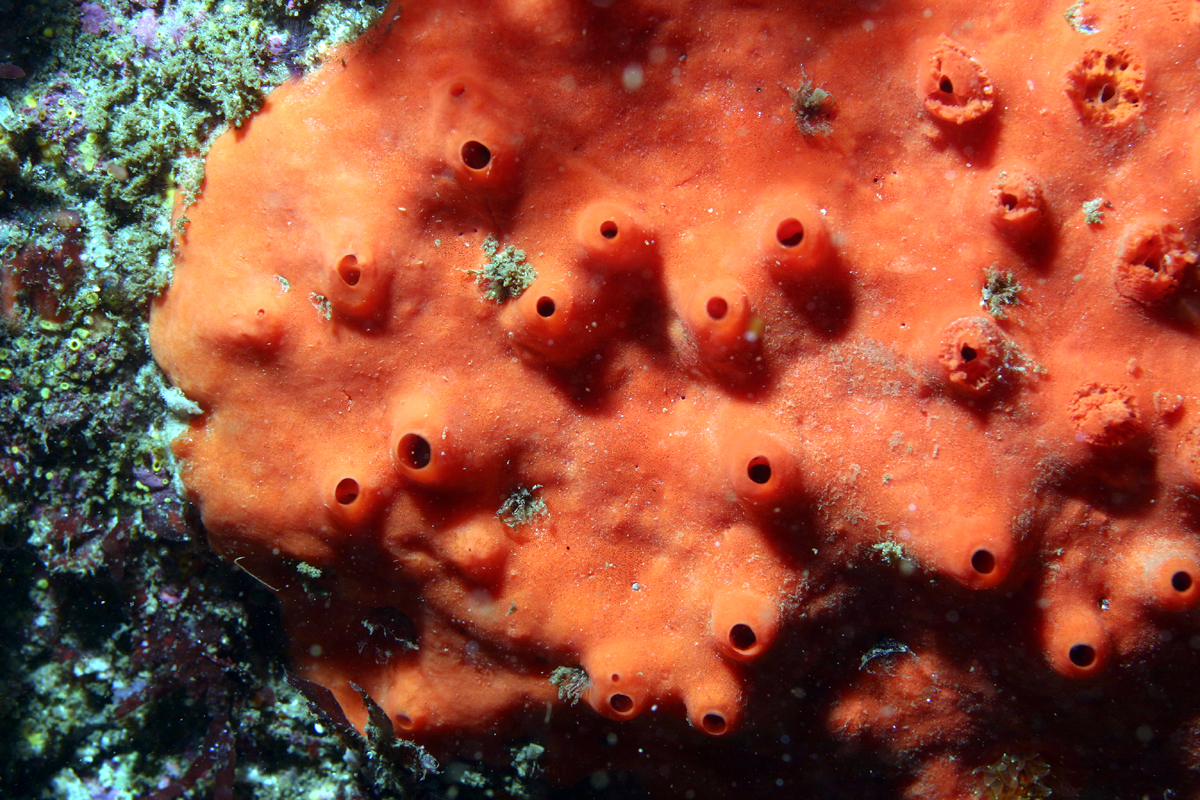
Esponja roja volcán (Acarnus erithacus)

Hooper y van Soest daban la siguiente clasificación de las demosponjas:
- Subclase Homoscleromorpha Bergquist, 1978
  - Homosclerophorida Dendy, 1905
- Subclase Tetractinomorpha
  - Astrophorida Sollas, 1888
  - Chondrosida Boury-Esnault & Lopès, 1985
  - Hadromerida Topsent, 1894
  - Lithistida Sollas, 1888
  - Spirophorida Bergquist & Hogg, 1969
- Subclase Ceractinomorpha Levi, 1953
  - Agelasida Verrill, 1907
  - Dendroceratida Minchin, 1900
  - Dictyoceratida Minchin, 1900
  - Halichondrida Gray, 1867
  - Halisarcida Bergquist, 1996
  - Haplosclerida Topsent, 1928
  - Poecilosclerida Topsent, 1928
  - Verongida Bergquist, 1978
  - Verticillitida Termier & Termier, 1977

Homoscleromorpha es ahora una clase reconocida de poríferos.